# Oudergem
Oudergem (Frans: Auderghem) is een plaats en gemeente in het Brussels Hoofdstedelijk Gewest (België). De gemeente telt ruim 35.000 inwoners.
Oudergem is een vrij groene en residentiële gemeente, met onder meer een deel van het Zoniënwoud op haar grondgebied. 
De gemeente ligt tussen Watermaal-Bosvoorde en Sint-Pieters-Woluwe. De grenswijken met Sint-Pieters-Woluwe, in de buurt van de Tervurenlaan, zijn vrij weelderig. In het noordwesten grenst Oudergem aan Etterbeek en een klein stukje Elsene, ter hoogte van de VUB. Aan de rand van het Gewest (Zoniënwoud) zijn er ook grenzen met de gemeenten Tervuren en Overijse.

## Geschiedenis
Oudergem, Watermaal en Bosvoorde zijn historisch drie dorpjes gelegen in het Zoniënwoud die samen de heerlijkheid Watermaal vormden. Het gehucht Oudergem ontstond in de vallei van de Woluwe, waarschijnlijk in de 11 eeuw. De Sint-Annakapel dateert uit die ontstaansperiode. De ontwikkeling van Oudergem werd bevorderd door de komst van de dominicanessen van Hertoginnedal in 1262 en de Augustijnen van het Rooklooster in 1368. Het aantal inwoners stond in 1709 op 749. 
In 1794 werd Watermaal opgesplitst in drie verschillende gemeenten. Napoleon voegde ze in 1811 weer samen, maar na de Belgische onafhankelijkheid werd Oudergem in 1863, en dit tot op heden, opnieuw een eigen gemeente. Watermaal en Bosvoorde vormen nu samen de gemeente Watermaal-Bosvoorde. In 2017 gingen er in Oudergem stemmen op om (opnieuw) te fuseren met de buurgemeente Watermaal-Bosvoorde, maar in de andere gemeente was het enthousiasme van de politiek beperkt.

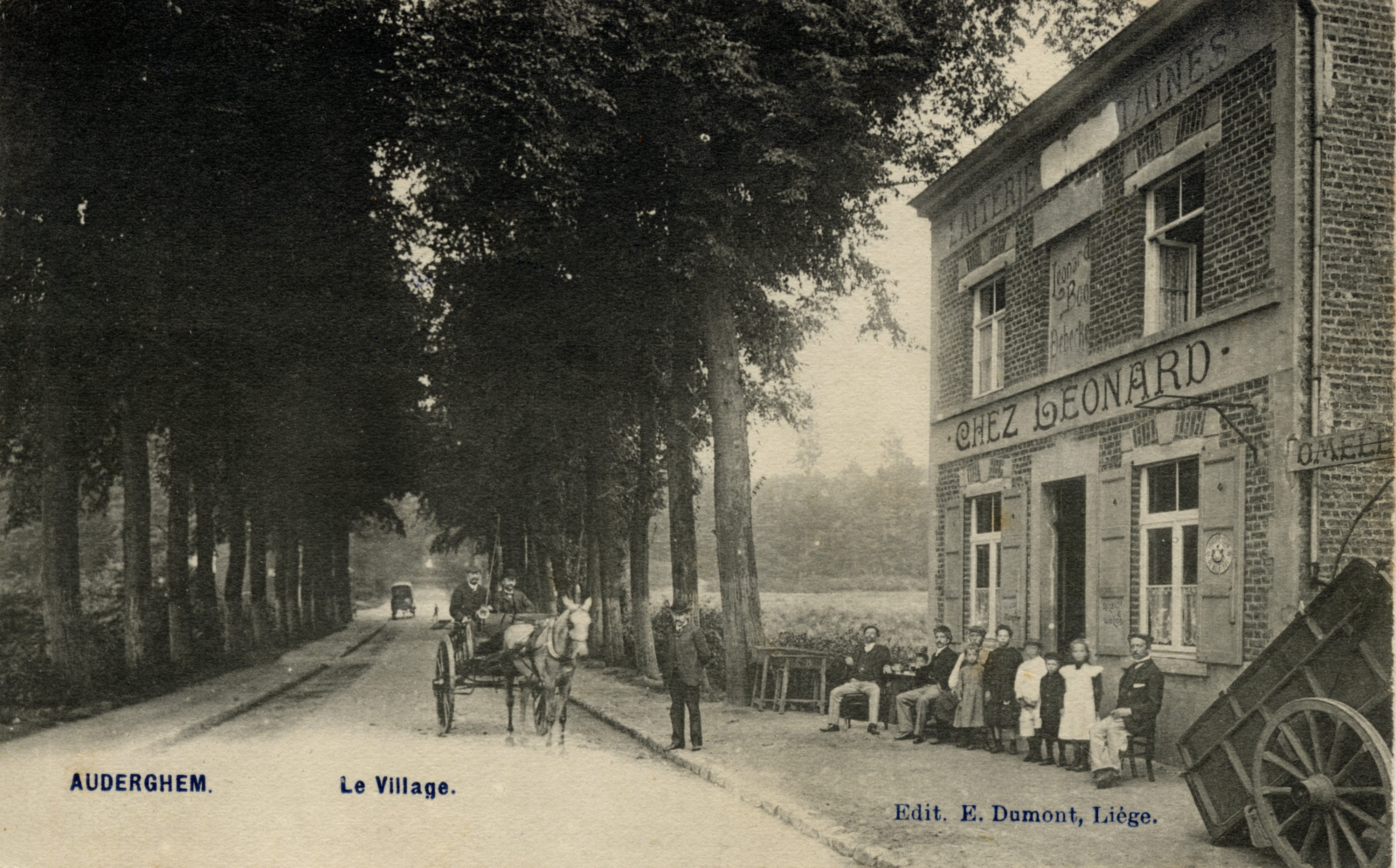
Het Leonardkruispunt dankt zijn naam aan "Chez Léonard" in Oudergem

## Erfgoed en bezienswaardigheden
- Het Kasteel Hertoginnedal, waar belangrijke Belgische en Europese politieke onderhandelingen plaatsgevonden hebben.
- De Priorij Hertoginnedal
- De Dry Borren, voormalig jachtslot
- Het Kasteel La Solitude
- Het Kasteel van Valduc
- Het Rood-Klooster (ook Rooklooster)
- De Onze-Lieve-Vrouw van Blankendellekerk
- De Sint-Juliaanskerk
- De Sint-Annakerk
- De Sint-Marcellinus Champagnatkapel
- De Sint-Annakapel
- De Voormalige Koninklijke IJskelders

## Natuur en landschap
Oudergem ligt aan de Woluwe. De hoogte bedraagt 59-130 meter. De hoogste punten liggen in het Zoniënwoud dat zich ten zuidoosten van Oudergem uitstrekt. In Oudergem liggen een aantal parken, namelijk:
- het Bergojepark
- de Botanische tuin Jean Massart
- het Woluwepark
- het Senypark

## Politiek

### Lijst van burgemeesters
- 1863: Oudergem wordt zelfstandige gemeente
- 1863-1872: Henri de Brouckère (LP)
- 1872-1884: François de Waha
- 1884-1886: Jean-Baptiste Merjay
- 1886-1895: Joseph Chaudron
- 1896-1903: Jean Vanhaelen
- 1904-1907: Charles Madoux
- 1908-1911: Jules Genicot
- 1911-1912: Félix Govaert
- 1912-1921: Carl Herrmann-Debroux (LP)
- 1922-1932: Gustave Demey
- 1933-1956: Gabriel-Emile Lebon
- 1956-1958: André Duchêne
- 1959-1976: Paul Delforge
- 1977-1985: Lucien Outers (FDF)
- 1985-1994: Robert Dept (FDF)
- 1994-2022: Didier Gosuin (FDF/DéFI)
  - 1994-2004 Georges Defosset (waarnemend) (FDF)
  - 2014-2018 Christophe Magdalijns (waarnemend) (FDF/DéFI)
  - 2018-2019 Sophie de Vos (waarnemend) (DéFI)
- 2022-heden: Sophie de Vos (DéFI)

### Resultaten gemeenteraadsverkiezingen sinds 1976
| Partij of kartel     | Partij of kartel                                                        | 10-10-1976 | 10-10-1976 | 10-10-1982 | 10-10-1982 | 9-10-1988 | 9-10-1988 | 9-10-1994 | 9-10-1994 | 8-10-2000 | 8-10-2000 | 8-10-2006 | 8-10-2006 | 14-10-2012 | 14-10-2012 | 14-10-2018 | 14-10-2018 | 13-10-2024 | 13-10-2024 |
| Stemmen / Zetels     | Stemmen / Zetels                                                        | %          | 31         | %          | 31         | %         | 31        | %         | 29        | %         | 29        | %         | 29        | %          | 31         | %          | 31         | %          | 33         |
| -------------------- | ----------------------------------------------------------------------- | ---------- | ---------- | ---------- | ---------- | --------- | --------- | --------- | --------- | --------- | --------- | --------- | --------- | ---------- | ---------- | ---------- | ---------- | ---------- | ---------- |
|                      | PS                                                                      | 13,29      | 4          | 14,4       | 4          | 14,67     | 4         | 12,02     | 3         | 7,94      | 2         | 8,63      | 2         | 9,25       | 2          | 6,79       | 1          | 9,87       | 2          |
|                      | ECOLO1/ Ecolo-Groen2                                                    | -          |            | 6,021      | 1          | 6,521     | 1         | 7,061     | 1         | 14,791    | 4         | 11,471    | 3         | 14,072     | 4          | 22,682     | 8          | 20,152     | 6          |
|                      | FDF1/ LB2                                                               | 42,221     | 16         | 43,51      | 17         | 48,651    | 18        | 46,231    | 17        | 48,571    | 17        | 54,922    | 19        | 64,122     | 23         | 47,642     | 19         | 47,052     | 17         |
|                      | LB1/ PRL2/ Auderghem Audacieuse3/ MR-Open Vld4/ MR-Les Engagés-VLD-CDVA | 15,211     | 5          | 15,622     | 5          | 13,432    | 4         | 12,542    | 4         | 13,972    | 4         | 13,883    | 4         | -          |            | 9,474      | 2          | 22,92A     | 8          |
|                      | PSC1/ cdH2/ cdH+3/ Liste Citoyenne 11604/ MR-Les Engagés-VLD-CDVA       | 10,131     | 3          | 8,11       | 2          | 8,791     | 2         | -         |           | 5,491     | 1         | 5,682     | 1         | 6,943      | 1          | 5,314      | 1          | 22,92A     | 8          |
|                      | Samen                                                                   | -          |            | -          |            | -         |           | 6,66      | 1         | 6,63      | 1         | 5,42      | 0         | 5,61       | 1          | 3,64       | 0          | -          |            |
|                      | UNION                                                                   | -          |            | -          |            | -         |           | 8,85      | 2         | -         |           | -         |           | -          |            | -          |            | -          |            |
|                      | FN                                                                      | -          |            | -          |            | -         |           | 5,83      | 1         | -         |           | -         |           | -          |            | -          |            | -          |            |
|                      | KARTEL                                                                  | 9,23       | 2          | 8,54       | 2          | 7,64      | 2         | -         |           | -         |           | -         |           | -          |            | -          |            | -          |            |
|                      | PL-LP                                                                   | 7,29       | 1          | -          |            | -         |           | -         |           | -         |           | -         |           | -          |            | -          |            | -          |            |
| Anderen(*)           | Anderen(*)                                                              | 2,63       | 0          | 3,81       | 0          | 0,31      | 0         | 0,82      | 0         | 2,61      | 0         | -         |           | -          |            | 4,46       | 0          | -          |            |
| Totaal stemmen       | Totaal stemmen                                                          | 22.313     | 22.313     | 20.227     | 20.227     | 18.644    | 18.644    | 17.246    | 17.246    | 16.575    | 16.575    | 17.050    | 17.050    | 16.605     | 16.605     | 17.587     | 17.587     | 17.450     | 17.450     |
| Opkomst %            | Opkomst %                                                               |            |            |            |            | 88,21     | 88,21     | 86,76     | 86,76     | 85,36     | 85,36     | 88,48     | 88,48     | 84,71      | 84,71      | 87,51      | 87,51      | 85,08      | 85,08      |
| Blanco en ongeldig % | Blanco en ongeldig %                                                    | 3,84       | 3,84       | 3,86       | 3,86       | 3,56      | 3,56      | 3,39      | 3,39      | 3,69      | 3,69      | 5,37      | 5,37      | 4,75       | 4,75       | 4,51       | 4,51       | 5,28       | 5,28       |

De rode cijfers naast de gegevens duiden aan onder welke naam de partijen telkens bij een verkiezing opkwamen, rode cijfers duiden de kartels aan.

De zetels van de gevormde meerderheid staan vetjes afgedrukt. De grootste partij is in kleur.

(*) 1976: PCB-KPB (2,63%) / 1982: UDRT-RAD (3,3%), URD (0,34%), UNF (0,17%)  / 1988: PTB-PVA (0,31%) / 1994: PTB-PVA (0,37%), ICA (0,26%), PCN-NCP (0,19%) / 2000: D.D. (2,61%) / 2018: N-VA (2,27%), PP (2,19%)

## Demografische ontwikkeling
- Bronnen:NIS, Opm:1806 tot en met 1981=volkstellingen; 1990 en later= inwonertal op 1 januari

| Inwoners van jaar tot jaar op 1 januari 1992 tot heden | Inwoners van jaar tot jaar op 1 januari 1992 tot heden | Inwoners van jaar tot jaar op 1 januari 1992 tot heden |
| jaar                                                   | Aantal                                                 | Evolutie: 1992=index 100                               |
| ------------------------------------------------------ | ------------------------------------------------------ | ------------------------------------------------------ |
| 1992                                                   | 29.030                                                 | 100,0                                                  |
| 1993                                                   | 28.819                                                 | 99,3                                                   |
| 1994                                                   | 28.968                                                 | 99,8                                                   |
| 1995                                                   | 29.316                                                 | 101,0                                                  |
| 1996                                                   | 29.126                                                 | 100,3                                                  |
| 1997                                                   | 29.033                                                 | 100,0                                                  |
| 1998                                                   | 28.867                                                 | 99,4                                                   |
| 1999                                                   | 28.931                                                 | 99,7                                                   |
| 2000                                                   | 28.804                                                 | 99,2                                                   |
| 2001                                                   | 28.916                                                 | 99,6                                                   |
| 2002                                                   | 29.000                                                 | 99,9                                                   |
| 2003                                                   | 28.992                                                 | 99,9                                                   |
| 2004                                                   | 29.088                                                 | 100,2                                                  |
| 2005                                                   | 29.265                                                 | 100,8                                                  |
| 2006                                                   | 29.552                                                 | 101,8                                                  |
| 2007                                                   | 29.681                                                 | 102,2                                                  |
| 2008                                                   | 30.049                                                 | 103,5                                                  |
| 2009                                                   | 30.456                                                 | 104,9                                                  |
| 2010                                                   | 30.811                                                 | 106,1                                                  |
| 2011                                                   | 31.408                                                 | 108,2                                                  |
| 2012                                                   | 31.963                                                 | 110,1                                                  |
| 2013                                                   | 32.350                                                 | 111,4                                                  |
| 2014                                                   | 32.560                                                 | 112,2                                                  |
| 2015                                                   | 32.835                                                 | 113,1                                                  |
| 2016                                                   | 33.161                                                 | 114,2                                                  |
| 2017                                                   | 33.313                                                 | 114,8                                                  |
| 2018                                                   | 33.740                                                 | 116,2                                                  |
| 2019                                                   | 34.013                                                 | 117,2                                                  |
| 2020                                                   | 34.404                                                 | 118,5                                                  |
| 2021                                                   | 34.723                                                 | 119,6                                                  |
| 2022                                                   | 34.986                                                 | 120,5                                                  |
| 2023                                                   | 35.346                                                 | 121,8                                                  |
| 2024                                                   | 35.350                                                 | 121,8                                                  |
| 2025                                                   | 35.698                                                 | 123,0                                                  |

## Cultuur
In de gemeente bevindt zich het Nederlandstalig gemeenschapscentrum "GC Den Dam".

## Mobiliteit
Oudergem wordt gekenmerkt door het Herrmann-Debrouxviaduct (E411/A4), dat dwars door de gemeente loopt tussen west en oost. Aan Delta eindigt deze autosnelweg. Tussen noord en zuid loopt dan weer de R22 (de Vorstlaan), waarover tramlijn 94 loopt. Op de kruising van beide wegen ligt de metrohalte Herrmann-Debroux, die de eindhalte is van de Brusselse metrolijn 5 (de oude lijn 1A).

## Afbeeldingen

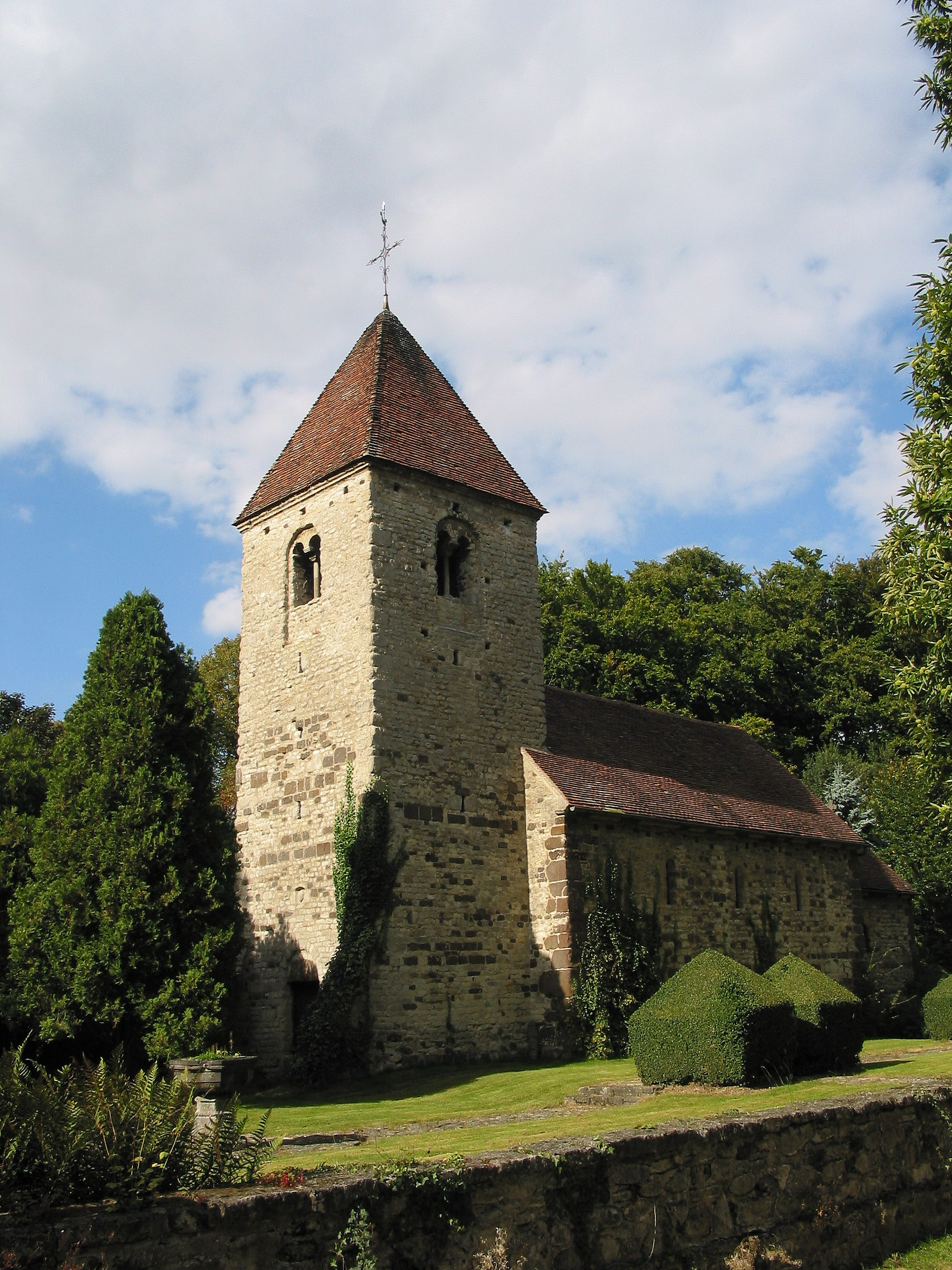
De St-Annakapel (XIIde eeuw).

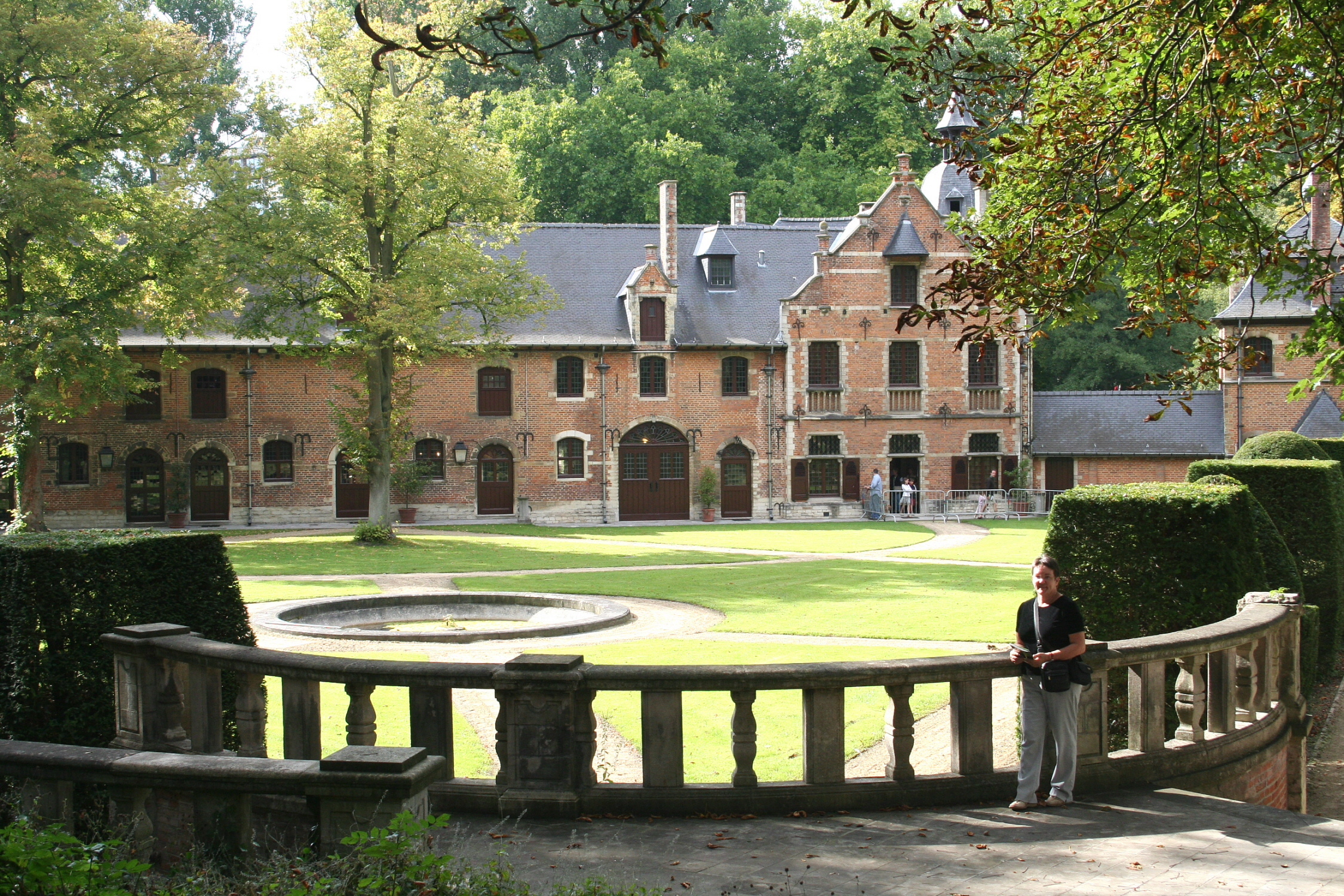
De zogenaamde Priorij van Hertoginnedal.

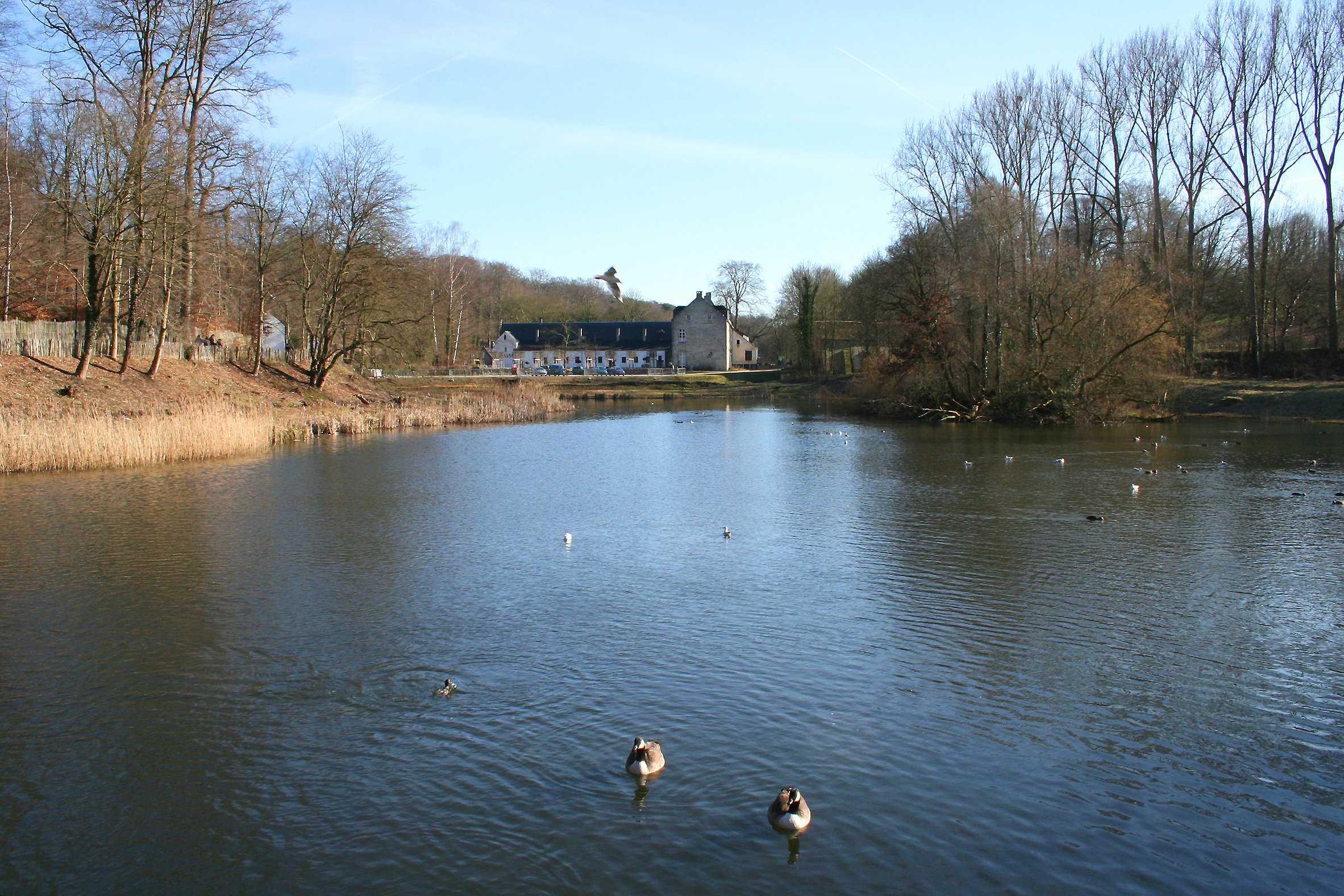
de Lange Gracht Vijver en de Priorij van het Rood Klooster.

## Internationale relaties
In Oudergem bevindt zich de Japanse School van Brussel. Internationaal is het als partnerstad verbonden met:
- Vallauris (Frankrijk)
- Patmos (Griekenland)

## Nabijgelegen kernen
Watermaal-Bosvoorde, Etterbeek, Sint-Pieters-Woluwe, Tervuren, Overijse